# Monolluma hexagona
Monolluma hexagona är en oleanderväxtart som först beskrevs av John Jacob Lavranos, och fick sitt nu gällande namn av Meve och Liede. Monolluma hexagona ingår i släktet Monolluma och familjen oleanderväxter. Inga underarter finns listade i Catalogue of Life.